# قائمة الصحف في البحرين
فيما يلي قائمة الصحف الصادرة في البحرين.
| الاسم             | الإصدار | النوع | اللغة         | المدينة       | الموقع الإلكتروني                                                    | سنة الإنشاء | الانتماء السياسي |
| ----------------- | ------- | ----- | ------------- | ------------- | -------------------------------------------------------------------- | ----------- | ---------------- |
| أخبار الخليج      | يومي    |       | العربية       | الرفاع الشرقي | aaknews.com                                                          | 1976        | مستقلة           |
| الأيام            | يومي    |       | العربية       | سار           | alayam.com                                                           | 1989        | مستقلة           |
| البلاد            |         |       | العربية       | مدينة عيسى    | albiladpress.com                                                     | 2008        | مستقلة           |
| الوقت             |         |       | العربية       | الرفاع الشرقي | alwaqt.com                                                           | 2006        | يسارية قومية     |
| الوسط             | يومية   |       | العربية       | المقشع        | alwasatnews.com                                                      | 2002        | توقفت عن الصدور  |
| الوطن             |         |       | العربية       | الرفاع الشرقي | alwatannews.net                                                      | 2005        | مستقلة           |
| ديلي تريبيون      | يومية   |       | الإنجليزية    |               | dt.bh                                                                | 1997        | مستقلة           |
| غلف ديلي نيوز     | يومية   |       | الإنجليزية    | الرفاع الشرقي | gulf-daily-news.com نسخة محفوظة 1 سبتمبر 2013 على موقع واي باك مشين. | 1979        | مستقلة           |
| غلف ماديامام      | يومية   |       | المالايالامية | -             | madhyamam.com                                                        | 1999        |                  |
| تشاندريكا         | يومية   |       | المالايالامية | -             | chandrikadaily.com                                                   | 2007        |                  |
| مالايالا مانوراما | يومية   |       | المالايالامية | -             | gulf.manoramaonline.com                                              |             |                  |
| غلف ثيجاس         | يومية   |       | المالايالامية | -             | thejasnews.com                                                       | 2012        |                  |